# Matrizenring
Der Matrizenring, Matrixring oder Ring der Matrizen ist in der Mathematik der Ring der quadratischen Matrizen fester Größe mit Einträgen aus einem weiteren, zugrunde liegenden Ring. Die additive und die multiplikative Verknüpfung im Matrizenring sind die Matrizenaddition und die Matrizenmultiplikation. Das neutrale Element im Matrizenring ist die Nullmatrix und das Einselement die Einheitsmatrix. Der Matrizenring ist Morita-äquivalent zu seinem zugrunde liegenden Ring und erbt daher viele seiner Eigenschaften. Allerdings ist der Matrizenring im Allgemeinen nicht kommutativ, selbst wenn der zugrunde liegende Ring kommutativ sein sollte.
Der Matrizenring besitzt in der Ringtheorie eine besondere Bedeutung, da jeder Endomorphismenring eines freien Moduls mit endlicher Basis isomorph zu einem Matrizenring ist. Viele Ringe lassen sich somit als Unterring eines Matrizenrings realisieren. Dieses Vorgehen nennt man in Analogie zur Permutationsdarstellung einer Gruppe Matrixdarstellung des Rings.

## Definition
Ist {\displaystyle (R,+,\cdot )} ein unitärer Ring, dann bildet die Menge der quadratischen Matrizen mit Einträgen aus diesem Ring 
{\displaystyle R^{n\times n}=\{(r_{ij})\mid r_{ij}\in R~\mathrm {f{\ddot {u}}r} ~i,j=1,\dotsc ,n\}}
zusammen mit der Matrizenaddition und der Matrizenmultiplikation als zweistelligen Verknüpfungen wiederum einen unitären Ring
{\displaystyle (R^{n\times n},+,\cdot )},
der Ring der Matrizen über {\displaystyle R} oder kurz Matrizenring genannt wird.  Die Addition und die Multiplikation im Matrizenring {\displaystyle R^{n\times n}} und im zugrunde liegenden Ring {\displaystyle R} werden dabei üblicherweise durch die gleichen Symbole dargestellt. Der Matrizenring wird auch als {\displaystyle M_{n}(R)}, {\displaystyle \operatorname {Mat} (n,R)} oder {\displaystyle R_{n}} notiert.

## Beispiel
Ein einfaches Beispiel für einen Matrizenring ist die Menge der {\displaystyle (2\times 2)}-Matrizen mit der Matrizenaddition
{\displaystyle {\begin{pmatrix}a_{11}&a_{12}\\a_{21}&a_{22}\end{pmatrix}}+{\begin{pmatrix}b_{11}&b_{12}\\b_{21}&b_{22}\end{pmatrix}}={\begin{pmatrix}a_{11}+b_{11}&a_{12}+b_{12}\\a_{21}+b_{21}&a_{22}+b_{22}\end{pmatrix}}}
und der Matrizenmultiplikation
{\displaystyle {\begin{pmatrix}a_{11}&a_{12}\\a_{21}&a_{22}\end{pmatrix}}\cdot {\begin{pmatrix}b_{11}&b_{12}\\b_{21}&b_{22}\end{pmatrix}}={\begin{pmatrix}a_{11}\cdot b_{11}+a_{12}\cdot b_{21}&a_{11}\cdot b_{12}+a_{12}\cdot b_{22}\\a_{21}\cdot b_{11}+a_{22}\cdot b_{21}&a_{21}\cdot b_{12}+a_{22}\cdot b_{22}\end{pmatrix}}}.
Als Ergebnis erhält man jeweils wieder eine {\displaystyle (2\times 2)}-Matrix.

## Eigenschaften

### Ringaxiome
Die Menge der quadratischen Matrizen erfüllt mit der Matrizenaddition und der Matrizenmultiplikation die Ringaxiome:
- Sie bildet mit der Matrizenaddition eine kommutative Gruppe, nachdem {\displaystyle (R,+)} eine kommutative Gruppe ist.
- Sie bildet mit der Matrizenmultiplikation eine Halbgruppe aufgrund der Assoziativität der Matrizenmultiplikation.
- Die Distributivgesetze gelten aufgrund der Distributivität der Matrizenmultiplikation mit der Matrizenaddition.
- Das neutrale Element bezüglich der Addition im Matrizenring ist die Nullmatrix

{\displaystyle 0={\begin{pmatrix}0&\cdots &0\\\vdots &\ddots &\vdots \\0&\cdots &0\end{pmatrix}}},
wobei {\displaystyle 0} das neutrale Element von {\displaystyle R} ist.
- Das Einselement im Matrizenring ist die Einheitsmatrix

{\displaystyle I={\begin{pmatrix}1&0&\cdots &0\\0&\ddots &\ddots &\vdots \\\vdots &\ddots &\ddots &0\\0&\cdots &0&1\end{pmatrix}}},
wobei {\displaystyle 1} das Einselement von {\displaystyle R} ist. Um Trivialfälle auszuschließen, wird im Weiteren {\displaystyle 1\neq 0} angenommen.

### Nullteiler
Die Nullmatrix ist im Matrizenring {\displaystyle R^{n\times n}} ein absorbierendes Element, das heißt für alle Matrizen {\displaystyle A\in R^{n\times n}} gilt
{\displaystyle A\cdot 0=0\cdot A=0}.
Der Matrizenring ist für {\displaystyle n>1} nicht nullteilerfrei, denn aus {\displaystyle A\cdot B=0} folgt nicht notwendigerweise {\displaystyle A=0} oder {\displaystyle B=0}. So gilt beispielsweise
{\displaystyle {\begin{pmatrix}0&1\\0&0\end{pmatrix}}\cdot {\begin{pmatrix}0&1\\0&0\end{pmatrix}}={\begin{pmatrix}0&0\\0&0\end{pmatrix}}}.
Der Matrizenring ist demnach für {\displaystyle n>1} kein Integritätsring. Entsprechend darf bei Matrixgleichungen auch nicht gekürzt werden, denn aus {\displaystyle A\cdot B=A\cdot C} folgt nicht notwendigerweise {\displaystyle B=C}.

### Nichtkommutativität
Der Matrizenring {\displaystyle R^{n\times n}} ist für {\displaystyle n>1} nicht kommutativ, selbst wenn {\displaystyle R} kommutativ sein sollte, denn es gilt beispielsweise
{\displaystyle {\begin{pmatrix}0&1\\0&0\end{pmatrix}}\cdot {\begin{pmatrix}0&0\\1&0\end{pmatrix}}={\begin{pmatrix}1&0\\0&0\end{pmatrix}}\neq {\begin{pmatrix}0&0\\0&1\end{pmatrix}}={\begin{pmatrix}0&0\\1&0\end{pmatrix}}\cdot {\begin{pmatrix}0&1\\0&0\end{pmatrix}}}.
Der Matrizenring {\displaystyle R^{n\times n}} ist genau dann kommutativ, wenn {\displaystyle n=1} ist und {\displaystyle R} kommutativ ist.
Das Zentrum des Matrizenrings, also die Menge der Elemente, die mit allen anderen kommutieren, ist
{\displaystyle Z(R^{n\times n})=\{z\cdot I\mid z\in Z(R)\}},
wobei {\displaystyle Z(R)} das Zentrum von {\displaystyle R} ist.

### Isomorphien
Der Matrizenring {\displaystyle R^{n\times n}} ist isomorph zum Ring der Endomorphismen (Selbstabbildungen) des freien Moduls {\displaystyle R^{n}}, also
{\displaystyle R^{n\times n}\cong \operatorname {End} (R^{n})}.
Die komponentenweise Addition von Abbildungen entspricht dabei der Matrizenaddition und die Hintereinanderausführung von Abbildungen der Matrizenmultiplikation. Der Nullmatrix entspricht die Nullabbildung und der Einsmatrix die identische Abbildung.
Ein unitärer Ring {\displaystyle S} ist genau dann isomorph zum Matrizenring {\displaystyle R^{n\times n}}, wenn es eine Menge von {\displaystyle n^{2}} Elementen {\displaystyle e_{ij}}, {\displaystyle i,j=1,\dotsc ,n}, gibt, sodass
{\displaystyle e_{ij}e_{kl}=\delta _{jk}e_{il}}
sowie
{\displaystyle e_{11}e_{11}+e_{22}e_{22}+\dotsb +e_{nn}e_{nn}=1}
gelten und wenn der Zentralisator dieser Elemente in {\displaystyle S} isomorph zu {\displaystyle R} ist.

## Kenngrößen

### Determinante
Ist {\displaystyle R} kommutativ, dann wird die Determinante einer Matrix als normierte alternierende Multilinearform {\displaystyle R^{n\times n}\to R} definiert. Die Determinante einer Matrix kann dann über die Leibniz-Formel
{\displaystyle \det A=\sum _{\sigma \in S_{n}}\left(\operatorname {sgn} (\sigma )\prod _{i=1}^{n}a_{i,\sigma (i)}\right)}
ermittelt werden, wobei die Summe über alle Permutationen der symmetrischen Gruppe {\displaystyle S_{n}} vom Grad {\displaystyle n} läuft und {\displaystyle \operatorname {sgn} } das Vorzeichen einer Permutation bezeichnet. Für die Determinante des Produkts zweier Matrizen gilt der Determinantenproduktsatz
{\displaystyle \det(A\cdot B)=\det A\cdot \det B}.

### Rang
Der Spaltenrang einer Matrix wird als die maximale Zahl linear unabhängiger Spaltenvektoren in dem freien Modul {\displaystyle R^{n}} definiert. Entsprechend ist der Zeilenrang einer Matrix die maximale Zahl linear unabhängiger Zeilenvektoren. Ist {\displaystyle R} kommutativ, dann stimmen Spaltenrang und Zeilenrang überein und man spricht von dem Rang der Matrix, wobei
{\displaystyle \operatorname {rang} A\leq n}
gilt. Für den Rang des Produkts zweier Matrizen gilt dann
{\displaystyle \operatorname {rang} (A\cdot B)\leq \min\{\operatorname {rang} A,\operatorname {rang} B\}}.

## Unterstrukturen

### Unterringe
Die quadratischen Matrizen mit Einträgen aus einem Untering {\displaystyle U} von {\displaystyle R} bilden ebenfalls einen Unterring {\displaystyle U^{n\times n}} im Matrizenring {\displaystyle R^{n\times n}}. Matrizenringe weisen jedoch weitere Unterringe auf. Beispielsweise werden strukturelle Unterringe gebildet durch:
- die Menge der Diagonalmatrizen; dieser Unterring ist kommutativ, falls {\displaystyle R} kommutativ ist
- die Menge der (strikt) oberen oder (strikt) unteren Dreiecksmatrizen
- die Menge der Blockdiagonalmatrizen oder Blockdreiecksmatrizen
- die Menge der Matrizen, bei denen bestimmte Spalten oder Zeilen nur Nulleinträge besitzen

Viele Ringe lassen sich als Unterring eines Matrizenrings realisieren. Dieses Vorgehen nennt man in Analogie zur Permutationsdarstellung einer Gruppe Matrixdarstellung des Rings. Diese Unterringe werden gelegentlich auch als Matrizenringe bezeichnet und der Matrizenring {\displaystyle R^{n\times n}} dann zur besseren Unterscheidung voller Matrizenring genannt.

### Einheiten
Die Einheitengruppe im Matrizenring {\displaystyle R^{n\times n}} ist die allgemeine lineare Gruppe {\displaystyle \operatorname {GL} (n,R)} bestehend aus den regulären Matrizen. Für die Inverse des Produkts zweier regulärer Matrizen  {\displaystyle A,B\in R^{n\times n}} gilt
{\displaystyle (A\cdot B)^{-1}=B^{-1}\cdot A^{-1}}.
Eine Matrix ist genau dann invertierbar, wenn ihre Spalten eine Basis des freien Moduls {\displaystyle R^{n}} bilden. Ist {\displaystyle R} kommutativ, dann existiert zu jeder Matrix {\displaystyle A} eine Adjunkte {\displaystyle \operatorname {adj} A}, sodass
{\displaystyle A\cdot \operatorname {adj} A=\operatorname {adj} A\cdot A=\det A\cdot I}
gilt. In diesem Fall ist die Invertierbarkeit einer Matrix äquivalent zur Invertierbarkeit ihrer Determinante {\displaystyle \det A} in {\displaystyle R}.

### Ideale
Die Ideale im Matrizenring {\displaystyle R^{n\times n}} sind gerade durch {\displaystyle J^{n\times n}} gegeben, wobei {\displaystyle J} ein Ideal von {\displaystyle R} ist. Die Faktorringe des Matrizenrings werden damit durch
{\displaystyle R^{n\times n}/J^{n\times n}\cong (R/J)^{n\times n}}
charakterisiert.

## Matrizenalgebra
Ist speziell {\displaystyle R=K} ein Körper oder Schiefkörper, dann ist der Matrizenring {\displaystyle K^{n\times n}} einfach, das heißt, er besitzt nur den Nullring {\displaystyle \{0\}} und den ganzen Ring {\displaystyle K^{n\times n}} als triviale Ideale. Nach dem Satz von Artin-Wedderburn ist jeder halbeinfache Ring isomorph zu einem endlichen direkten Produkt von Matrizenringen über Schiefkörpern. Mit der komponentenweisen Skalarmultiplikation bildet der Matrizenring {\displaystyle K^{n\times n}} eine assoziative Algebra.